# Entomologia

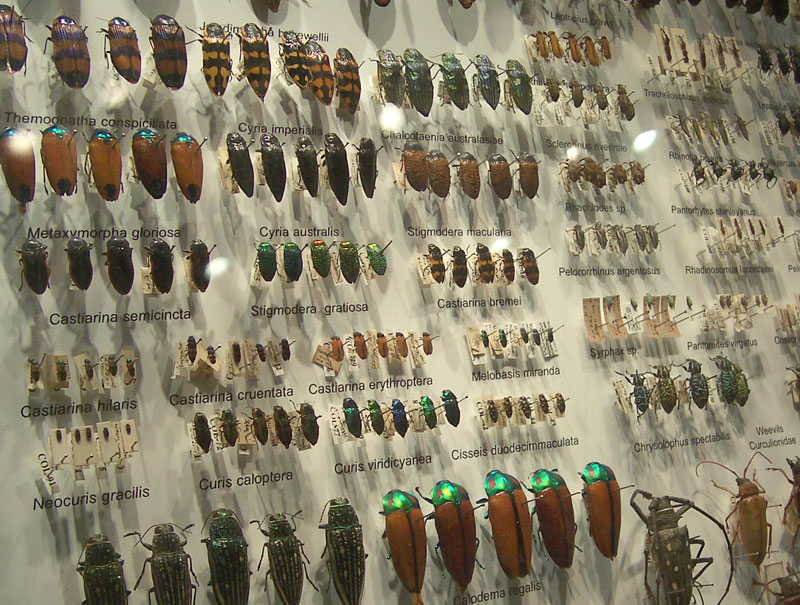
Una collezione di Coleotteri

L'entomologia (dal greco: ἔντομον "insetto", e λογία- "studio di") è un ramo della zoologia (a sua volta ramo della biologia) dedicato allo studio degli esapodi (insetti in senso lato, comprendendo anche le forme primitive degli esapodi). Date le strette relazioni, gli entomologi (o entomologhi) estendono spesso il loro interesse e il loro ambito di studio anche ad altri raggruppamenti sistematici del phylum degli artropodi. È ripartita in diverse sottobranche secondo l'ambito di studio.

## Ambiti di studio
L'entomologia generale studia gli insetti in senso lato nei vari aspetti scientifici: morfologia, anatomia, fisiologia, comportamento, filogenesi, ecologia, ecc.
L'entomologia applicata studia gli insetti nell'ambito di contesti operativi o applicativi specifici, allacciando strette relazioni anche con varie branche delle scienze delle tecnologie.
- Entomologia agraria

Si occupa degli insetti e delle interazioni dirette o indirette con le piante agrarie e le piante in generale e con i prodotti agroalimentari, studia i mezzi e le tecniche per contrastarne gli effetti negativi o per potenziarne gli aspetti positivi. Ha strette relazioni con le scienze agrarie in generale e, nell'ambito di contesti specifici, con diverse discipline tecnico-scientifiche (scienze forestali, medicina, ecologia, ecc.). A tutti gli effetti è considerata una sottobranca della Difesa dei vegetali assumendo lo stesso rango della patologia vegetale e della parassitologia vegetale.
- Apicoltura

Considerata, a volte ed erroneamente, una sottobranca della scienza delle produzioni animali (zootecnica), l'apicoltura è in realtà una sottobranca dell'entomologia agraria. Studia gli aspetti biologici e applicativi relativi alle api, le tecniche di allevamento e, per estensione, la trasformazione dei prodotti dell'apicoltura. Ha strette relazioni con l'agronomia, dato il ruolo biologico delle api nella riproduzione sessuata di molte piante.
- Entomologia medica

Studia le relazioni degli insetti con la specie umana, in qualità di agenti diretti o indiretti di malattie o affezioni. Ha in genere riflessi applicativi nell'ambito dell'igiene e della profilassi.
- Entomologia veterinaria

Ha lo stesso ruolo della disciplina precedente, ma orientato agli animali e, in particolare, agli animali domestici.
- Entomologia forense

Studia i cicli vitali di quegli insetti che, sviluppandosi sui resti umani in decomposizione, sono utili a determinare la datazione e le cause della morte di una persona.
- Entomologia amatoriale

È un ambito d'interesse che rientra a tutti gli effetti fra gli hobby dell'uomo, dato l'interesse che molti insetti riscuotono per la loro bellezza o per le curiosità associate alla loro etologia. L'entomologia amatoriale può essere condotta a livelli molto diversi, che possono fondere l'aspetto ricreativo (ad esempio, osservazioni di campagna paragonabili al birdwatching, collezionismo a scopo estetico, allevamento in cattività) e quello scientifico, che si esplica generalmente in campo faunistico e soprattutto tassonomico. Gli entomologi non professionisti hanno infatti un ruolo di primo piano nella scoperta di nuove specie di insetti: oltre il 60% delle specie scoperte negli ultimi anni si devono all'attività di entomologi amatoriali.

## Storia
Gli insetti rappresentano una delle più vaste categorie sistematiche fra gli organismi viventi: a tutt'oggi, sono state classificate o descritte circa un milione e mezzo di specie di insetti, ma la stima delle specie esistenti al mondo e ancora sconosciute ammonta a diversi milioni. Questi organismi occupano quasi tutti gli ambienti compatibili con la vita e hanno strette relazioni con l'uomo e le sue attività, pertanto hanno da secoli stimolato l'interesse dell'uomo.
I primi studi sistematici di entomologia cominciarono all'inizio del XVI secolo, ma è solo dal XIX secolo che si cominciò a comprendere l'importanza dello studio degli insetti dannosi all'economia umana, affinando nel corso degli ultimi anni le conoscenze sulle interazioni tra gli insetti dannosi e quelli utili. Pur essendo una scienza in continua evoluzione e con ambiti applicativi ancora giovani, l'entomologia ha raggiunto un livello di conoscenza tale da poter ragionevolmente intervenire, non solo con mezzi chimici (insetticidi) o agronomici, sulle popolazioni di insetti nocivi senza interferire sui delicati equilibri ecologici che ne regolano i rapporti. Le più recenti acquisizioni dell'entomologia in ambito tecnologico sono le biotecnologie tese a sviluppare metodi di controllo biologico degli insetti dannosi sfruttando i rapporti di antagonismo con altri insetti. La biotecnologia è applicata in particolare nelle biofabbriche veri e propri allevamenti finalizzati alla produzione su scala industriale di organismi ausiliari da utilizzare in alternativa agli insetticidi.